# Narcís Bassols i Soriano
Narcís Bassols i Soriano (Figueres, 1824 - Chalco, 1905) va ser un guitarrista i editor català que s'establí a Mèxic.

## Biografia
Nasqué en el si d'una família amb inquietuds musicals i tingué una vida molt moguda: estudià a la Jonquera, i als 14 anys marxà a Barcelona, fins al 1841, per viure amb el seu germà Bonaventura, de qui aprengué a tocar la guitarra (també en rebé lliçons d'un altre germà, Agustí). Es revoltà contra Espartero i hagué d'exiliar-se a França el 1843. Visqué durant un temps a París i participà en la revolució del 1848; posteriorment s'establí clandestinament a Madrid amb el nom del seu germà Agustí (1849-1850) fins que no aconseguí que es revoqués l'ordre d'exili. Viatjà a Cuba i els Estats Units, on passà uns anys fent-hi classes de guitarra. Arribà a Mèxic el 1852 per tocar en concerts, i decidí establir-se un temps en el país llatinoamericà, com el seu germà Bonaventura havia fet a Xile uns anys abans. Conegué Soledad Lerdo de Tejada (germana del que més tard seria president del país Sebastián Lerdo de Tejada) i s'hi casà el 1856. En Narcís arrelà al país, deixà la música pels negocis i des del 1858 va fer d'editor, traductor i llibreter a Puebla, dedicant-se amb preferència a la literatura catòlica i publicant la Revista eclesiàstica (1868-1870, 1879-1881?). Escriví articles en la premsa mexicana i contribuí a iniciatives filantròpiques, com la "Beneficiencia Española de Puebla", Arxivat 2009-09-26 a Wayback Machine. institució d'on en va ser secretari.
Escrigué, compilà o traduí diversos llibres per a la seva editorial; el que més anomenada li donà fou La cocinera poblana, que fou reeditat diverses vegades. Deixà per a la posteritat una autobiografia, Memorias de un artista escritas por él mismo, inèdita, que Montserrat Galí ha estudiat modernament. El seu germà Bonaventura li dedicà la traducció del Tratado del párroco de D. Bouix (Puebla: Narciso Bassols, 1868). Com a compositor fou autor d'una Polca en La Major per a guitarra. Anecdòticament Bassols estigué vinculat a l'adopció com a himne nacional mexicà de la música que compongué un altre català, Jaume Nunó i Roca, encara que la seva participació fou accidental.
Els seus descendents han fet contribucions importants a la cultura mexicana; la figura més destacada n'és un dels nets, Narciso Bassols García, que va ser polític, escriptor, diplomàtic i professor universitari, i que contribuí decisivament a facilitar l'entrada a Mèxic dels republicans espanyols exiliats després de la guerra civil.

### Traduccions o edicions
- Guía del Predicador, o Planas de sermones, discursos...escrita en francés por un antiguo Superior del Seminario de París Puebla: Narciso Bassols, 1866
- Charles-Victor Prévost d'Arlincourt, traducció de Víctor Balaguer i N.Bassols Los desposados de la muerte Barcelona: Viuda Mayol, 1850 (Mexico: Imp. de Juan R. Navarro, 1851)
- P. Felix de la Companyia de Jesus (Joseph Félix Célestin 1810-1891), trad. de Narciso Bassols El Cristianismo considerado como fuente del progreso en las sociedades Puebla: Narciso Bassols, 1863 «Enllaç».
- Miguel Pratmans, edición notablemente corregida por el editor El camino del púlpito Puebla: N.Bassols, 1866
- Hieronymo Baruffaldo Commentaria ad Rituale Romanum Puebla: N.Bassols, 1868
- Joseph Innocent Ricaud Año eclesiástico, o serie de homilías y discursos...traducido del francés Puebla: Narciso Bassols, s.a.
- Colección de sermones, panegíricos, dogmáticos y morales escritos por los oradores mexicanos más notables Puebla: Bassols Hermanos, 1889
- Bartolomé Avignon María, mina de oro de los predicadores...traducido del francés Puebla: Tipografía N.Bassols, 1880
- Jules de Rieux El arresto. Comedia en un acto Puebla: N. Bassols, 1894
- Henri Dupin El coche amarillo. Comedia en un acto Puebla: N.Bassols, 1894
- Ernest d'Hervilly Silencio en las filas! comedia en un acto Puebla: N.Bassols, 1894
- Abraham Dreyfus El bofetón, comedia en un acto Puebla: N.Bassols, 1894
- Armand des Roseaux El ratón, comedia en un acto Puebla: N.Bassols, 1894
- André Theuriet El viejo hogar, comedia en un acto Puebla: N.Bassols, 1894
- Jean Baptiste Lobry El cura de aldea, el mes de María predicado Puebla: N.Bassols, 1896
- Narciso Bassols, compilador Leyes de Reforma que afectan al clero; publicadas por orden cronológico 2a. ed. Puebla: Imprenta del Convictorio, 1902